# Formazza
Formazza – miejscowość i gmina we Włoszech, w regionie Piemont, w prowincji Cusio Ossola. Położona około 160 kilometrów na północny wschód od Turynu i około 50 kilometrów na północ od Verbanii, na granicy ze Szwajcarią.
Według danych na rok 2004 gminę zamieszkiwało 448 osób, 3,4 os./km².